# Малосолдатский сельсовет
Малосолдатский сельсовет — сельское поселение в Беловском районе Курской области Российской Федерации.
Административный центр — село Малое Солдатское.

## История
Статус и границы сельского поселения установлены Законом Курской области от 21 октября 2004 года № 48-ЗКО «О муниципальных образованиях Курской области»

## Население
| 2002 | 2010 | 2012 | 2013 | 2014 | 2015 | 2016 |
| ---- | ---- | ---- | ---- | ---- | ---- | ---- |
| 922  | ↘852 | ↘828 | ↘802 | ↘767 | ↘764 | ↘744 |
| 2017 | 2018 | 2019 | 2020 | 2021 |      |      |
| ↘743 | ↘737 | ↗738 | ↘712 | ↘669 |      |      |

## Состав сельского поселения
| № | Населённый пункт | Тип населённого пункта          | Население |
| - | ---------------- | ------------------------------- | --------- |
| 1 | Малое Солдатское | село, административный центр    | ↘801      |
| 2 | Рулитино         | посёлок железнодорожной станции | ↘51       |